# وینفرد یاوی
وینفرد یاوی (انگلیسی: Winfred Yavi؛ زادهٔ ۳۱ دسامبر ۱۹۹۹) ورزشکار دو و میدانی اهل بحرین است.